# Байрамов, Назар Караджаевич
Назар Караджа́евич Байра́мов (туркм. Nazar Garajaýewiç Baýramow; 4 сентября 1982) — туркменский футболист и тренер. Выступал на позициях центральный полузащитника, был одним из основных игроков сборной Туркменистана (2001—2016).

## Семья
Назар родился в туркмено-русской семье, родители — Караджа и Наталья Байрамовы.
Старшие братья, Владимир Байрамов, Мурад и Олег также бывшие профессиональные футболисты.

## Клубная карьера
Карьеру начинал за ашхабадский «Копетдаг». Вторую половину сезона 2001 года провел в России, в казанском «Рубине».
Сезон 2002 года начал в казахском «Женисе». Со осени 2002 года продолжил выступления в украинском клубе «Ворскла».
С 2004 играл в Азербайджане — сначала за «Карван», а позже — за «Нефтчи».
В 2011 году перешёл в «Кызылкум».
В 2013 году выступал в Чемпионате Туркменистана за «Алтын Асыр», в 2014 за «Талып спорты», с 2015 года игрок ашхабадского МТТУ.
В январе 2020 года Байрамов официально объявил о завершении профессиональной карьеры. Последним клубом был «Ашхабад».

## Карьера в сборной
Байрамов мог играть за сборные Казахстана и России, однако выбрал Туркменистан, в котором родился.
В 2001 году получил вызов в национальную сборную Туркменистана.
19 ноября 2003 года забил первый гол за сборную Туркменистана в рамках отборочного турнира к чемпионату мира 2006 года, поразив ворота сборной Афганистана.
В 2004 году выступил в основном турнире Кубка Азии 2004, забил один гол сборной Саудовской Аравии.
9 августа 2016 года после товарищеского матча с командой Омана объявил о завершении карьеры в сборной Туркменистана.

### Голы Байрамова за сборную Туркменистана
| № | Дата            | Место проведения      | Соперник          | Счёт | Результат | Турнир                            |
| - | --------------- | --------------------- | ----------------- | ---- | --------- | --------------------------------- |
|   | 19 ноября 2003  | Ашхабад, Туркменистан | Афганистан        | 11-0 | Победа    | 2006 FIFA World Cup qualification |
|   | 30 октября 2003 | Sharjah, ОАЭ          | ОАЭ               | 1-1  | Ничья     | 2004 AFC Asian Cup qualification  |
|   | 18 февраля 2004 | Ашхабад, Туркменистан | Шри-Ланка         | 2-0  | Победа    | 2006 FIFA World Cup qualification |
|   | 18 июля 2004    | Chengdu, КНР          | Саудовская Аравия | 2-2  | Ничья     | 2004 AFC Asian Cup                |